# Корпорація змов
Корпорація змов (англ. Inside Job) — американський анімаційний науково-фантастичний комедійний телесеріал для дорослих, створений Шіон Такеучі, прем’єра якого відбулася 22 жовтня 2021 року на Netflix. Такеучі, колишній сценарист Ґравіті Фолз, виступає в ролі шоуранера і є виконавчим продюсером разом із творцем Гравіті Фолз Алексом Гіршем і режисером серіалу Кінь БоДжек Майком Голлінгсвортом.Прем'єра другої частини першого сезону відбулася 18 листопада 2022 р. У червні 2022 року серіал було продовжено на другий сезон. Але вже в січні 2023 року Такеучі повідомила, що продовження серіалу скасовано.

## Синопсис
Корпорація змов — це комедія у світі, де багато теорій змови є реальними. Сюжет зосереджено на американській тіньовій урядовій організації Cognito, Inc., яка намагається контролювати світ і зберігати змови в таємниці . Серіал розповідає про команду на чолі з технічним генієм та її новим партнером, які працюють в організації разом із рептилоїдними перевертнями, гібридом людини та дельфіна та розумним грибом із порожнистої Землі   .

## Акторський склад та персонажі

### Головний каст
| Актор              | Роль                                                                                             |
| ------------------ | ------------------------------------------------------------------------------------------------ |
| Ліззі Каплан       | Ріган Рідлі; несоціалізована японо-американська інженерка з робототехніки, працює в Cognito Inc. |
| Крістіан Слейтер   | Рендалл «Ренд» Рідлі; Батько Ріган та колишній чоловік Таміко                                    |
| Кларк Дюк          | Бретт Генд                                                                                       |
| Тіша Кемпбелл      | Джіджі Томпсон; офіцер зі зв'язків з громадськістю                                               |
| Ендрю Дейлі        | Дж. Р. Шаймпо; чинний генеральний директор Cognito                                               |
| Кріс Діамантопулос | РОБОТУС, роботизована заміна президента Сполучених Штатів                                        |
| Джон ДіМаджіо      | Гленн Дольфман; гібридний суперсолдат людина-Дельфін, наглядає за зброєю та арсеналом Когніто    |
| Боббі Лі           | доктор Андре Лі, біохімік                                                                        |
| Бретт Гельман      | Чарівний Мік, свідомий грибоподібний організм                                                    |

### Другорядний каст
| Актор               | Роль                                                 |
| ------------------- | ---------------------------------------------------- |
| Сьюзі Накамура      | Таміко Рідлі; Мати Ріган                             |
| Алекс Гірш          | Грасі Ноель Аткінсон, справжній вбивця Джона Кеннеді |
| Рон Фунчес          | містер Мотман, керівник відділу кадрів               |
| Джош Роберт Томпсон | агент Рейф Мастерс                                   |
| Грей Гріффін        |                                                      |
| Чері Отері          |                                                      |
| Ерік Бауза          |                                                      |

## Список епізодів
| Сезон | Епізоди        | Епізоди        | Оригінальний показ | Оригінальний показ |
| Сезон | Епізоди        | Епізоди        | Перший показ       | Останній показ     |
| ----- | -------------- | -------------- | ------------------ | ------------------ |
| 1     | 18             | 18             | 22 жовтня 2021     | 18 листопада 2022  |
| 2     | Буде оголошено | Буде оголошено | 2023               | Буде оголошено     |

### Сезон 1 (2021)
| № серії (загалом) | № серії (в сезоні) | Назва серії                             | Режисер(и)                       | Сценарист(и)                                                                     | Оригінальна дата показу |
| --- | ------------------ | --------------------------------------- | -------------------------------- | -------------------------------------------------------------------------------- | ----------------------- |
| 1 | 1                  | «Безпрезидентний випадок»               | Піт Міхельс та Віталій Строкоус  | Шіон Такеучі                                                                     | 22 жовтня 2021          |
| Рейган Рідлі підбирає свого батька Ренда біля Білого дому, де він проголошує змови, кажучи, що "тіньові еліти" контролюють все з-за лаштунків. Вона приводить його до компанії Cognito, Inc., яка справді контролює світ за лаштунками. Рейган представляє своїм співробітникам їхню місію - замінити новообраного президента, яким неможливо маніпулювати, на його робототехнічну версію на ім'я РОБОТУС. Рейган радіє, що її підвищать, але роздратована, коли дізнається, що очолюватиме команду разом із Бреттом Гендом, виконавцем, якого найняли, щоб протистояти жахливим соціальним навичкам Рейган. Виявивши, що Бретт не має жодного досвіду, Рейган починає заздрити його популярності і розслідує його, сподіваючись вивести його з режиму "когніто". Коли вона намагається викрити його, її знімають з місії, а Бретт замінює її на посаді керівника команди. Місія йде шкереберть, коли РОБОТУС усвідомлює себе (робота Ренд як помста за те, що Когніто звільнив його доньку) і планує замкнути континентальні Сполучені Штати в америкуб. Бретт просить Рейгана про допомогу, тож вони разом працюють над знищенням РОБОТУСА. Після того, як Рейган демонструє йому, наскільки недосконалою є Америка, РОБОТУС вирішує знищити людство. Рейгану і Бретту вдається його приборкати. Наприкінці епізоду ми бачимо, що справжнього президента поновлено на посаді, і він контролює його за допомогою простого залякування, тоді як РОБОТУС все ще діє і переховується від Рейгана. |                    |                                         |                                  |                                                                                  |                         |
| 2 | 2                  | «Не самотній стрілець»                  | Піт Міхельс та Майк Холлінгсворт | Чейз Мітчелл                                                                     | 22 жовтня 2021          |
| Рейган і Бретт змушені когось звільнити, оскільки "Когніто" скорочує свій бюджет. Вони вирішують звільнити Грассі Ноела Аткінсона, справжнього вбивцю Кеннеді, який відтоді не мав жодного завдання. Колеги Рейгана, стурбовані тим, що одного з них звільнять, починають підлизуватись до неї. Насолоджуючись особливим ставленням, вона вирішує не говорити їм про своє рішення звільнити Ноеля, чим викликає занепокоєння у Брета. Дізнавшись, що Ноеля дуже люблять її колеги, Рейган, відчайдушно намагаючись зберегти обличчя, намагається випустити клона Кеннеді, щоб той його вбив, але в підсумку випускає всіх клонів у холодильну камеру, а клони Кеннеді мутують і зливаються в масивного монстра. Команда знаходить РОБОТУСА, який тепер називається Альфа-Бета, у секретній лабораторії Рейгана, але Рейгану вдається об'єднати їх, щоб перемогти клонів, хоча Ноелю належить вся заслуга в тому, що він завдав останнього удару. Тим часом Ренд шантажує Джей-Ар, змушуючи його відмовитися від акцій компанії. У фінальній сцені Рейган дарує Альфа-Бета подарунок: DVD з епізодами з "Друзів", який вона купила на заправці. |                    |                                         |                                  |                                                                                  |                         |
| 3 | 3                  | «Блакитна кров»                         | Віталій Строкоус                 | Алекс Хірш та Аарон Бердетт                                                      | 22 жовтня 2021          |
| Рейган і Ренд викривають робота-дитячого друга Рейгана, Ведмедика-О, коли перевозять речі Ренда з будинку його колишньої дружини Таміко. Рейган та її колеги отримують нову місію: боротися з піар-катастрофою, коли Джей-Ар відпускає образливий жарт про їхніх рептилоїдів-фінансистів. Вони всі стогнуть, коли дізнаються, що їм доведеться пройти "тренінг рептилоїдної чутливості", а Рейган панічно боїться обійматися. Вона одягається на вечірку рептилоїдів і використовує свої винаходи, щоб приховати соціальну тривогу, поки Бретт готує промову. Бретта збиває з пантелику зустріч зі своїми старими одногрупниками, які виявляються рептилоїдами і починають над ним знущатися. За відсутності Брета Рейган виголошує промову, але її винахід виходить з ладу і відриває руки рептоїдам. Бретт рятує Рейган з вечірки, але її заарештовує поліція рептилоїдів. Рейгана судять у Верховному суді рептоїдів. Ренд приїжджає з відремонтованим Bear-O і дає свідчення. Рейган усвідомлює, що не може нікого обійняти через травму, завдану їй Ведмедиком, і стверджує, що в її соціальній тривожності винні батьківські невдачі Ренд. Рептилоїди погоджуються відновити фінансування "Когніто", але в покарання за свої злочини Рейган піддається груповим обіймам з рептилоїдами, які згодом перетворюються на оргію. |                    |                                         |                                  |                                                                                  |                         |
| 4 | 4                  | «Секс-машина»                           | Девід Окс                        | Адам Ледерер та Берк Скерфілд                                                    | 22 жовтня 2021          |
| Корпорація «Когніто» купує додаток для знайомств, і Рейґан отримує завдання переглядати фотографії членів, на що вона неохоче погоджується. Усі в команді роблять ставки на її особисте життя, що її дратує, тож вона присягається знайти собі хлопця до кінця тижня. Рейґан намагається знайти собі хлопця, попри численні спроби, а інші колеги роблять ставки на симпатії один одного в додатку для знайомств. Бретт і Гленн сперечаються про те, чи має значення зовнішність, і домовляються помінятися тілами. Рейган розмовляє з Альфа-Бета, сподіваючись отримати пораду щодо знайомств, і той погоджується допомогти їй створити алгоритм знайомств в обмін на другий сезон "Друзів". Рейган створює робототехнічну версію свого кавалера Брайана, щоб потренуватися, але зрештою ставить себе в незручне становище, коли з'являється справжній Брайан. Вона вирішує зустрічатися з роботом Брайаном. Тим часом Гленн у тілі Брета насолоджується своєю привабливістю, а Бретт у тілі Гленна страждає, але врешті-решт вони усвідомлюють, що саме їхні особистості мають значення, коли Гленн забувається, а Бретт мириться з колишньою дружиною Гленна. Робо-Брайан, відчуваючи, що Рейган нехтує нею через її роботу, створює робота-Рейгана, тільки для того, щоб робо-Рейган вчинив шахрайство і запросив справжню Брайан на побачення до Смітсонівського музею. Рейган бореться з роботом і знищує його. Пізніше вона розмовляє з Альфа-Бета, який розповідає їй, що змінив алгоритм побачень, бо Рейган змінився. Вона зауважує, що тіло Робо-Рейгана так і не вдалося знайти, і Альфа-Бета з радістю дивиться нові серії "Друзів". |                    |                                         |                                  |                                                                                  |                         |
| 5 | 5                  | «Вперед у минуле»                       | Віталій Строкоус та Майк Бертіно | Сюжет: Майк Доу та Девон Келлі Автор: Деніел Кібблсміт                           | 22 жовтня 2021          |
| Бретт імітує сімейну вечерю в голосимуляторі, поки його не перериває Рейган. Джей Р. дає команді завдання вирушити до містечка "Стілл-Веллі", штат Вайомінг, яке застрягло у 1980-х роках, де продають небезпечні відкликані товари з тієї епохи. Завдання команди - отруїти місто "Ностальгією Макс", хімічною речовиною, що змінює пам'ять, через що мешканці міста буквально застрягли в минулому. Бретт переконує банду подорожувати без електроніки, і Рейган погоджується, оскільки технології можуть викрити їхнє прикриття. Під час польоту над містом Майка висмоктує з літака, і команді доводиться шукати його без своїх гаджетів. Майка, який вдарився головою і страждає на амнезію, підбирає група дітей, тоді як решта команди, за вказівкою Брета, беруть собі фальшиві імена, щоб розчинитися в навколишньому середовищі. Рейган, який ніколи не стикався з поп-культурою 80-х, відкидає ностальгію Бретта. Бажаючи, щоб він і команда залишилися у 1980-х, Бретт випадково піддається впливу "Ностальгії Макса" і стає жорстоким і суперсильним. Рейган дивиться фільми 1980-х у кінотеатрі "Блокбастер" і виявляє, що сімейна симуляція, яку використовував Бретт, була не його сім'єю, а симуляцією з ситкому, оскільки його власна сім'я нехтувала ним у юності. Вона бореться з Бретом і переконує його, що йому не потрібна сім'я з телевізора, оскільки вони є його "бізнес-сім'єю назавжди", повертаючи його до тями. Бретт і Рейган разом дивляться "Бовдурів", а потім нарікають на те, наскільки проблематично після цього дивитися серіал. |                    |                                         |                                  |                                                                                  |                         |
| 6 | 6                  | «Моє велике пласке весілля»             | Девід Окс                        | Майк Доу, Девон Келлі                                                            | 22 жовтня 2021          |
| Рейган намагається спланувати повторний шлюб своєї матері з собою, перебуваючи на яхті Джей-Ар, оскільки знає, що все це лише спосіб розлютити Ренда. Рейган намагається не допустити, щоб він дізнався про це, знаючи, що в нього будуть проблеми, якщо він дізнається. Зрештою, Ренд дізнається про весілля і збирає групу землян, щоб зірвати його. Коли Рейган виявляє, що насправді не вірить у теорію пласкої землі, вони беруть усіх на яхті в заручники, щоб доплисти до краю землі і довести, що вона пласка. Рейган розробляє план, як покликати на допомогу, але ситуація перетворюється на хаос, коли починається бійка. Коли батьки знову починають сперечатися, Рейган вирішує повністю покинути ситуацію, і потрапляє в заручники до лідера пласкої Землі Гарольда. Зрештою, батьки приєднуються до неї, і Рейган веде Гарольда до порталу в порожнисту землю, таємно повідомляючи про своє місцезнаходження друзям. Вони об'єднуються і рятують їх, хоча Гарольд стрибає в портал, вірячи, що потрапить на інший бік землі. Батьки Рейгана вибачаються перед нею, і вона завершує церемонію. Вона цілує Рейфа Мастерса, агента МІ-6, і "Кракен" знищує яхту, забираючи з собою Джеффа Безоса. |                    |                                         |                                  |                                                                                  |                         |
| 7 | 7                  | «Протокол «Фантом»»                     | Піт Міхельс, Майк Холлінгсворт   | Чейз Мітчелл                                                                     | 22 жовтня 2021          |
| Рейган прокидається після того, як напідпитку переспала з Рейфом Мастерсом, і йде від нього. На превеликий жах Рейган, вона з командою починає працювати з Рейфом над місією по знищенню його заклятого ворога, Доктора Череп'яного Пальця. Рейган каже колегам, що має сказати Рейфу, що він її не цікавить, і згадує всі випадки, коли вона розлучалася з людьми, і всі вони закінчувалися почуттям провини. Рейган направляє Рейфа на місію, заперечуючи будь-який потяг до Рейфа, водночас помічаючи дивні флюїди між ним і Черепоносцем. Рейган намагається порвати з Рейфом, але їй це не вдається (через те, що Рейф плаче на людях, виставляючи її в поганому світлі), тому вона просить допомоги у своїх колег, які відзначають, що використовували Примарний протокол, щоб інсценувати свою смерть і втекти від соціальних проблем. Рейган зустрічається з Рейфом на побаченні і "вбивається", спустошуючи його. Рейф здогадується, що її "смерть" була справою рук своїх, і просить допомоги у Брета, що дозволяє йому здійснити свою шпигунську мрію. Рейган тікає зі своєю командою, коли Рейф стає одержимим пошуком її "вбивці". Рейган вирушає по допомогу до Череп'яного Пальця, але той не хоче йти. Він подає їй ідею перезапустити свій проект зі стирання пам'яті, і вона просить колег допомогти їй. Рейф проникає в лігво і підкорює розкаяного Брета. Рейган намагається стерти спогади Рейфа, але передумує, коли розуміє, що вона сама є буквальним поганим хлопцем. Натомість вона розповідає йому, ким він є насправді: нав'язливим психом і застарілим стереотипом, який не вміє поводитися з жінками. Згодом члени її команди намагаються "чинити правильно", вирішуючи свої міжособистісні проблеми, поки повертається Черепоносець, і їхня дивна атмосфера продовжується. |                    |                                         |                                  |                                                                                  |                         |
| 8 | 8                  | «Зануда»                                | Віталій Строкоус                 | Аліша Брофі, Скотт Майлз                                                         | 22 жовтня 2021          |
| Рейган згадує травматичний спогад про батька і розповідає про свої проблеми колегам. Рейган і Бретт вирушають у небезпечну місію на Місяць, щоб перевірити сигнал лиха. Прибувши на місце, вони вражені збудованим там передовим містом на чолі з Баззом Олдріном, який вижив, не старіючи завдяки низькій гравітації Місяця. Події перериваються, коли на Місяць прилітає Ренд, дратуючи Рейгана, який хотів отримати від нього космос. Коли Ренд викриває Базза в тому, що він спав з Таміко, Рейган переконується, що Базз Олдрін - її справжній батько. Земний Баз Олдрін, насправді актор на ім'я Мелвін, стає негідником, і решта команди намагається вистежити його до того, як він викриє змову; ідіотично вірячи, що справжній Баз повернеться. Ренд і Бретт вирушають на місце висадки на Місяць і дізнаються, що Ніла Армстронга було вбито, що змушує їх обох турбуватися про безпеку Рейгана. Базз Олдрін намагається переконати Рейгана залишитися на Місяці. Вона довіряє йому, що він може бути її батьком, але тікає, коли він розкриває свій план віддалити Місяць від Землі, що знищить людство. Рейган, Ренд і Бретт працюють разом, щоб зупинити план Базза, а Рейган і Ренд розмовляють з ним по душам. Базз тікає, Мелвін потрапляє в полон, але знову стає "Баззом Олдріном", а Рейган, Ренд і Бретт повертаються на Землю, де тест ДНК підтверджує, що Ренд справді є біологічним батьком Рейгана. У фінальній сцені Майк розповідає глядачам, що висадка на Місяць була справжньою, і всі просять Базза Олдріна не подавати на них до суду. |                    |                                         |                                  |                                                                                  |                         |
| 9 | 9                  | «Полювання на крота»                    | Девід Окс                        | Адам Ледерер, Берк Скерфілд                                                      | 22 жовтня 2021          |
| Рейган дізнається, що Джей-Ар приєднується до Тіньової ради, а це означає, що вона очолить "Когніто". Рейган святкує призначення генеральним директором, коли Джей-Ар розповідає їй, що хтось вкрав файл зі списком усіх змов, які вони коли-небудь здійснювали. Джей А наказує їм знайти крота за 10 годин, інакше всіх відправлять до Тіньової в'язниці Х, найгіршої в'язниці у світі, і тисне на Рейган, щоб вона виконала завдання. Вона дізнається, що файл викрав хтось із високим рівнем доступу, і починає підозрювати свою команду. Джей-Ар дізнається, що йому доведеться пройти лабіринт із пастками, щоб приєднатися до Тіньової ради, змагаючись з іншими високопоставленими особами, включно з Опрою, яка керує конкуруючою компанією Ілюмінатів. Коли команда починає підозрювати один одного, Рейган починає втрачати самовладання. Вона накачує свою команду сироваткою правди, а Опра шантажує Джей-Ар, щоб той провів її через лабіринт, але в останню мить її обманюють. Усі члени команди відкривають один одному свою правду, але ніхто з них не зізнається, що є "кротом". Ренд несподівано падає зі стелі, захотівши відсвяткувати підвищення Рейгана. Команда починає підозрювати Ренд як винуватця. Рейган вирішує стати на бік батька, а не друзів, і тікає з ним до таємної лабораторії спостереження. Ренд зізнається, що Рейган нічим не відрізняється від Джей-Ар. Її команда заарештовує Ренда, б'ється з ним і Рейганом, а потім, на свій подив, дізнається, що "кротом" є Ведмедик-О. |                    |                                         |                                  |                                                                                  |                         |
| 10 | 10                 | «У голові Рейган»                       | Моллі Хелмс, Віталій Строкоус    | Аліша Брофі, Скотт Майлз, Шіон Такеучі                                           | 22 жовтня 2021          |
| Ведмедик-О розповідає, що, спостерігаючи за Рейган, він помітив, що її робота шкодить її емоційному стану, і викрав файл, щоб знищити "Когніто", намагаючись зробити її щасливою. Коли файл випадково знищується, Ведмедиця вирішує полювати на людей, які "шкодять" Рейган, починаючи з її друзів. Вона з'ясовує, що для того, щоб перезавантажити Ведмедицю, потрібен пароль. Не пам'ятаючи його, вона тікає з Рендом і Бреттом, а решта втікає від Ведмедика-О. Рейган разом з Рендом залазить у її свідомість, щоб знайти пароль. Вони переглядають її спогади, намагаючись знайти пароль. Під час пошуку Рейган виявляє збої у своїх спогадах, пов'язані з хлопчиком, якого вона зустрічала в дитинстві. Решта команди натрапляє на лабораторію Рейган і знаходить данину, яку вона зробила команді, і вони вирушають рятувати Рейган після хвилюючого повідомлення від NSYNC. Бретт випадково потрапляє у свідомість Рейган і приводить її молодшу версію на шкільні танці, де дізнається пароль. Ведмідь-О змінює свою ціль на Ренд, а Рейган дізнається, що її батько стер спогади про її друга дитинства Орріна, щоб не стримувати її в навчанні, як частину страхової змови, щоб повернутися в Cognito. Команда знаходить Альфа-Бету і переконує його битися з Ведмедиком-О. Два боти зіштовхуються, затримуючи Ведмедя-О на достатній час, щоб Бретт міг сказати Рейгану пароль: Оррін. Вона деактивує Ведмедя-О і звинувачує Ренда у втручанні в її свідомість, виганяючи його і з дому, і з "Когніто". Наступного дня з нею зв'язується Тіньова рада і повідомляє, що через хаос, який стався під її керівництвом, вона більше не буде виконувати обов'язки голови Cognito. Оскільки Джей Р. відправляють до Тіньової в'язниці Х за різні злочини проти Тіньового правління, керівництво переходить до мажоритарного акціонера Ренда, що розлючує Рейгана. |                    |                                         |                                  |                                                                                  |                         |
| 11 | 11                 | «Захоплення Рейган»                     | Девід Окс                        | Чейз Мітчелл і Шион Такеучі                                                      | 18 листопада 2022       |
| Рейган п'яний і розпатланий через поглинання компанії Рендом. Бретт рекомендує їй приєднатися до групової терапії анонімних алкоголіків, де вона знайомиться з Роном Стедтлером, який розчарований тим, що змушений стирати мізки для ілюмінатів. На зборах шести товариств, які таємно правлять світом - рептилоїдів, атлантів, католицької церкви, джаґґало, "Коґніто Інкорпорейтед" та ілюмінатів - Ренд має намір перемогти лідера ілюмінатів Дітріха на всіх заходах, використовуючи наноботів Рейґана. Рейган контролює наноботів, щоб саботувати Ренда, але застає Стедтлера, який робить те саме з Дітріхом. Вони б'ються, але їх заарештовує охоронець, а потім разом намагаються втекти з камери. Ховаючись від інших охоронців, вони висловлюють своє розчарування щодо своїх компаній перед тим, як зайнятися сексом, що ненароком змушує Ранда і Дітріха поцілуватися, і обидві їхні компанії виграють у конкурсі. В'язень, оголошений у розшук під час одного з заходів, тікає, і виявляється, що це Джей-Ар. |                    |                                         |                                  |                                                                                  |                         |
| 12 | 12                 | «Рівзсферату»                           | Майк Бертіно                     | Сюжет: Аліша Брофі, Майк Доу та Девон Келлі Скотт Майлз; Автор: Деніел Кібблсміт | 18 листопада 2022       |
| Ренд, ревнуючи Таміко до нових стосунків з Кіану Рівзом, намагається зняти фільм. Він доручає Бретту розшукати Леонардо Ді Капріо, який зазнає невдачі, але зрештою зближується з друзями-акторами Ді Капріо. Ренд отримує від Андре сироватку молодості, яка перетворює його на дитину, поки тривають зйомки. Рейган спочатку підтримує стосунки Таміко і Кіану, і запрошується на прем'єру фільму за книгою Таміко з Кіану в головній ролі, але натрапляє на нього, коли той впорскує в себе кров з труни. Вона доручає Стедтлеру і Джіджі дізнатися, що кілька голлівудських акторів, у тому числі Кіану і Ді Капріо, залишаються молодими, п'ючи кров. Рейган намагається переконати матір, що Кіану - вампір, а потім б'ється з ним на прем'єрі фільму. Кіану розповідає, що має намір відмовитися від безсмертя заради Таміко, але кілька інших вампірів, серед яких Ді Капріо, Ніколас Кейдж, Бредлі Купер і Джонні Депп, захоплюють Таміко і мають намір вбити Кіану, оскільки старіння Кіану викличе підозри. Рейган використовує заражену кров Ренда, щоб убити всіх вампірів, окрім Кіану (що також відновлює вік Ренда), але Таміко пориває з ним. Співробітники Ренда вважають фільм провальним. |                    |                                         |                                  |                                                                                  |                         |
| 13 | 13                 | «Рейган і Майк на зустрічі випускників» | Моллі Хелмс                      | Майк Доу, Девон Келлі                                                            | 18 листопада 2022       |
| Майкл провалює місію і звинувачує у цьому свою депресію через те, що його однокласники зі школи "Улей" є більш успішними, ніж він. На зустрічі випускників школи "Улей" його колеги прикидаються "кластером" Майка, але його постійне погане поводження з ними змушує Рейгана штовхнути його. Майк потрапляє до інших грибів і стає частиною вулика, завдяки чому колеги починають ставитися до нього краще. Андре підсипає в напій Глена чарівні гриби, і в галюцинації вони дізнаються, що гриби планують захопити світ. Рейган, Бретт і Джіджі приходять до такого ж висновку після того, як заражаються спорами, що дозволяють грибам читати їхні думки. Гленн і Андре возз'єднуються зі своїми колегами, які вирішують образити Майка, щоб повернути його назад. Це спрацьовує, і в підсумку він розбиває розум вулика й інших грибів. Тим часом Ренд відчайдушно намагається з'ясувати, хто випорожнюється на його столі. Він знаходить дірку в стіні з винуватцем, Джей-Ар, який ховає від камер Тіньову дошку, замасковану під комах. Ренд дякує Джей-Ар за те, що той розповів йому про приховані камери, і дозволяє йому повернутися стажером. |                    |                                         |                                  |                                                                                  |                         |
| 14 | 14                 | «Ми знайшли кохання»                    | Девід Окс                        | Адам Ледерер і Берк Скерфілд                                                     | 18 листопада 2022       |
| Рейган зголошується поїхати до Риму, щоб промити мізки Папі Римському і зробити його менш толерантним, щоб він міг створити штучне пекло і заплатити Когніто за його будівництво. Вона використовує це як привід, щоб попросити Стедтлера стати її хлопцем за вечерею. Стедтлер б'є Папу своїм "католизатором", але його затримує робота, і Рейган, хвилюючись, що Стедтлер може не прийти на вечерю, б'є Папу ще раз. Папа з промитими мізками запускає штучне пекло, але заходить надто далеко, наказуючи аніматронним демонам вбивати людей. Стедтлер повертає католициста назад, але потрапляє під власний промінь і добровільно дозволяє затягнути себе у штучне Пекло. Рейган вривається і вибачається за те, що двічі вдарив Папу, і вони офіційно запрошують одне одного на побачення, одночасно знімаючи промивання мізків Папи. Тим часом колеги Рейгана, до яких тепер приєднався Джей-Ар, вирішують поїхати до Риму, але Гленна затримують, коли він нападає на офіцера Управління транспортної безпеки, коли той каже, що Управління транспортної безпеки є частиною армії. Офіцер намагається катувати Гленна, щоб змусити його зізнатися, що Управління транспортної безпеки є частиною армії, але безрезультатно, тому кілька офіцерів катують його колег, поки Гленн не виривається і не нападає на офіцерів, після чого Гленн вибачається, даруючи їм сувенірні бейджики. Коли вони нарешті прибувають до Риму, то розуміють, що мають загладити свою провину. |                    |                                         |                                  |                                                                                  |                         |
| 15 | 15                 | «Бреттомережа»                          | Ганна Чо та Віталій Строкоус     | Аліша Брофі та Скотт Майлз                                                       | 18 листопада 2022       |
| Сім'я Бретта зазнає емоційного насильства, щорічно складає рейтинги дітей, де він постійно посідає останнє місце, а паралізований актор знімається замість Бретта в рекламі сенаторської кампанії його брата Джаґґа. Джіджі керує новинними станціями, які конфліктують між собою, але коли один із роботів-чоловіків ламається, Бретт замінює його. Бретт завойовує прихильність більшості глядачів, включно з його родиною, яка звільняє актора. Однак Ренд вирішує, що Бретт балотуватиметься в сенатори, щоб прийняти закон, який зобов'язуватиме всі розлучені пари щорічно ходити на побачення, щоб він міг зустрічатися зі своєю колишньою дружиною. Сім'я Брета розгнівана тим, що він балотується проти свого брата, він відчайдушно намагається вийти з перегонів за допомогою різних скандалів, але постійно демонструє свою шляхетність у кожній спробі. Після невдалих скандалів, які принесли йому суспільне схвалення, і не маючи іншого виходу, Бретт інсценує власну смерть, змушуючи кількох своїх прихильників спробувати вбити його сім'ю, яка, як вони підозрюють, вбила його. Бретт приїжджає і за допомогою ручної маріонетки висловлює своє розчарування як сім'єю, так і прихильниками. Колишній співведучий Брета стріляє в Джагга, але Бретт стрибає перед кулею і отримує поранення в руку, що змушує його батька сказати Брету, що він тепер на першому місці. Ренд все ж вдається ухвалити свій новий закон завдяки тому, що паралізований актор Бретта успішно балотується на посаду сенатора. |                    |                                         |                                  |                                                                                  |                         |
| 16 | 16                 | «Рон-зараза»                            | Моллі Хелмс                      | Майк Доу і Девон Келлі                                                           | 18 листопада 2022       |
| Стедтлер розчарований своєю роботою в Ілюмінатах, тому Рейган намагається через Брета ввести його в "Когніто". Однак Бретт виявляє, що Стедтлер - перша людина, яка йому не подобається, тому Рейган замість цього намагається розговорити Стедтлера за допомогою вечірки на Геловін. Бретт, бажаючи сподобатися Стедтлеру, просить Андре створити вірус, який, будучи введеним у ДНК Стедтлера, зробить його схожим на Стедтлера. На Брета це не впливає, але вірус поширюється на весь "Когніто". Рейган намагається створити антидот, використовуючи ДНК Бретта, але він стає марним, коли вони зі Стедтлером миряться. Їм не залишається нічого іншого, як стерти всім пам'ять про Стедлера. Тим часом Ренд намагається повернутися до Таміко, проектуючи Париж на голопалубу, і просить Альфа-Бету підмінити його, поки він відлучається до туалету. Однак Таміко і Альфа-Бета цілуються, що змушує Ренда битися з роботом і викрити його обман. Таміко йде, сказавши Стедтлеру ніколи не працювати в "Когніто", а Ренда викликає Тіньова рада. |                    |                                         |                                  |                                                                                  |                         |
| 17 | 17                 | «Проєкт «Перезавантаження»»             | Майк Бертіно                     | Чейз Мітчелл                                                                     | 18 листопада 2022       |
| Джей-Ар панікує, коли бачить, що Бретт тримає в руках постер фільму "Шазаам" з різними акторами в головних ролях. Він пояснює знімальній групі, як познайомився з Ренд: вони були молодими сусідами по кімнаті в Гарвардському університеті, які одразу зненавиділи одне одного, але побачили технічний геній одне одного і створили багато винаходів, які врешті-решт зазнали невдачі через свою небезпечність. Намагаючись створити машину часу, вони натомість створили машину, що змінює реальність, під назвою "Проект Перезавантаження". Це привертає увагу Тіньової Ради, яка дозволяє їм створити Cognito Inc. в обмін на знищення "Проекту Перезавантаження", хоча натомість Ренд ховає його. Екіпаж одягає капелюхи з фольги, щоб захиститися від зміни реальності, але Андре зникає, коли знімає капелюх, щоб написати свої спогади на лобі. Поки Джей-Ар везе знімальну групу до місця, де було поховано проект "Перезавантаження", Альфа-Бета показує Рейгану, що в новій часовій лінії Андре став телевізійним лікарем-мільйонером. Бажаючи зосередити команду на виконанні місії, Рейган приховує новий успіх Андре від колег, але вони зрештою дізнаються про це, коли Майк бачить Андре на білборді. Після того, як Майк, Гленн і Джіджі знімають капелюхи і зникають, побачивши, що їхні мрії здійснилися, Бретт і Рейган біжать до Ренда, маючи намір битися з ним. Рейган, не бажаючи, щоб Бретт брав участь у її сімейній драмі, дякує йому за підтримку і знімає капелюха. Потім Рейган бачить пригніченого Ренда, який намагається віднайти час, коли він і його сім'я були б щасливі одне з одним, і вони вирішують вимкнути машину. Проте Джей-Ар, розчарований тим, що всі інші отримали ідеальну часову лінію, намагається вистрілити в Ренда, але промахується і руйнує мізинець Рейгана на лівій руці. Решта команди прибуває на НЛО марки "Когніто" і заарештовує Джей-Ар і Ренда, згадавши їхню попередню часову лінію через те, що Бретт робив нотатки на своєму плакаті "Шазама". Машина вимикається, відновлюючи часову лінію, і Рейган переконує Ренда, що Тіньова в'язниця Х - найкращий спосіб для нього виправитися. |                    |                                         |                                  |                                                                                  |                         |
| 18 | 18                 | «Епплтон»                               | Девід Окс                        | Деніел Кібблсміт і Шіон Такеучі                                                  | 18 листопада 2022       |
| Стедтлер вирішує переїхати до Епплтона, штат Вісконсин, плануючи стерти свої спогади про Ілюмінатів, і просить Рейгана поїхати з ним. Рейган спочатку погоджується, але під час підйому в ліфті, щоб забрати свої речі, Тіньова Рада приводить її до них, показуючи їй, чому вони утворилися, і пояснюючи, що вони створили багато природних катастроф, щоб запобігти перенаселенню та захопленню влади іншими видами. Вони пропонують Рейган співпрацювати з ними, що змушує її обирати між стосунками зі Стедтлером і збереженням роботи. Вона використовує систему Альфа-Бета для пошуку майбутнього, де вона зможе мати і те, і інше. Однак кожне майбутнє, яке вона бачить, призводить до розриву зі Стедтлером, аж поки вона нарешті не бачить майбутнє, де він щасливий і створив сім'ю з іншою жінкою. Рейган їде зі Стедтлером до Вісконсіна, де стирає власні спогади, а Рейган не згадує про їхні стосунки, коли розповідає йому про свої нові. Тим часом Бретт відповідає за випаровування аномалій, спричинених проектом "Перезавантаження", але надмірно прив'язується до останнього, версії Ейр Бада, який знімався в документальному фільмі, а отже, був справді хорошим баскетболістом. Альфа-Бета пояснює, що якщо найближчим часом не вбити Ейр-Бада, собаки еволюціонують і врешті-решт знищать людство. Бретт безрезультатно намагається обіграти пса в баскетбол, тому він залучає свого акторського двійника, якого Ренд зробила сенатором у "Роботі Бретта", щоб той заборонив собакам грати в баскетбол, хоча це не зупиняє еволюцію Ейр-Бада. Пізніше з'ясовується, що пропозиція Тіньової ради була лише відволікаючим маневром для Рейгана, щоб вони могли продовжити реалізацію свого таємного плану під назвою "Проект X37". |                    |                                         |                                  |                                                                                  |                         |

## Виробництво та випуск
У квітні 2019 року Netflix замовив 20 епізодів серіалу.
Серіал позиціонувався як перший анімаційний серіал для дорослих, створений власноруч Netflix Animation  . У червні 2021 року було оголошено, що основних персонажів серіалу озвучать Ендрю Дейлі, Боббі Лі, Джон ДіМаджіо, Тіша Кемпбелл та  Бретт Гельман. Це перший серіал, знятий у рамках угоди, яку Такеучі уклала у 2018 році з Netflix щодо «розробки нових серіалів та інших проектів виключно для Netflix». Перший погляд на серіал представили на студії Focus Panel для Netflix на Міжнародному фестивалі анімації в Аннесі в червні 2021 року   . Серіал є першим серіалом, створеним Шіон Такеучі в межах її угоди з Netflix , причому Гірш сказав, що його надихнули шоу 1990-х, як-от «Цілком таємно». Гірш і Такеучі також надихалися сторінками Weekly World News.
В інтерв’ю з Петраною Радулович з Polygon Такеучі сказала, що ідея шоу виникла з її днів у коледжі і що немає «нічого надто дивного для шоу», якщо воно розвиває персонажів. Також з її слів існують речі, які є «трохи занадто дорослими для будь-якого віку», і вона відмітила, що «приємно мати можливість говорити про них» у шоу. Такеучі сказала, що робити дорослу анімацію дещо лякає. 
Прем'єра серіалу відбулася на Netflix 22 жовтня 2021 року  . У період з 24 по 31 жовтня серіал у всьому світі сумарно переглянули протягом 21 240 000 годин на Netflix. 
Друга частина першого сезону вийшла 18 листопада 2022 року. 8 червня 2022 року Netflix продовжив серіал на другий сезон.
8 січня 2023 року Такеучі заявила, що Netflix скасував другий сезон. Це підтвердив представник Netflix.

## Оцінки та відгуки
Серіал був добре прийнятий критиками. Чарльз Брамеско з The Guardian описав серіал як такий, що наближається до «формату сюрреалізму тижня» , тоді як Нік Шагер з The Daily Beast описав його як комедію на робочому місці, яка «весело висміює нашу мозкову реальність» з численними «різкіми випадами в корпоративну владу/гендерну динаміку», підкреслюючи абсурдність теорій змови та стверджуючи, що шоу має певну схожість із Футурамою. Деніел Файнберг з The Hollywood Reporter був більш критичним, сказавши, що теорії змови розігруються для сміху для «ненадійних результатів», і стверджував, що шоу звело проблеми Ріган до проблем з її батьком, але похвалив Бретт за «правдоподібну» дугу характеру та «багато енергії». Подібно до Файнберга, Кевін Джонсон з The AV Club розкритикував шоу за обмеження того, наскільки далеко можна зайти під впливом шоу Американський тато!, Брати Вентура, Арчер і Акіра, але похвалили сюжет і жарти в серіалу, а також «талановиту творчу команду». Кріс Вогнар з Datebook був більш позитивним, сказавши, що серіал «розумний і кмітливий», і зазначив, що він залишається в реальному світі з «офісною політикою, сексизмом, класизмом, жартівливістю, ностальгією» тощо, водночас залучаючи глядачів переживати про Ріган. Берклі Герман з The Geekiary дотримується іншої точки зору, вказуючи, що «дивацтво та зрілі теми» є центральними в серіалі, порівнюючи шоу з такими серіалами, як Пан Робот, Футурама, Розчарування, і описав Ріган як персонажа із соціальною тривогою, що не є унікальним, якщо пригадати персонажів Клеопатра в космосі, Совиного Дому, Ші-Ра і могутніх принцес та Всесвіту Стівена, а також відзначаючи, що це «не входить у звичайну анімаційну модель ситкому» та вказуючи на «квір тему» в серіалі. Аарон Прунер із Inverse відзначив подібні теми, сказавши, що серіал по суті — історія про неблагополучну сім’ю на роботі та вдома. Трейсі Браун з LA Times сказала, що серіал дозволяє «аудиторії знову посміятися над теоріями змови», навіть якщо вони дають «фон для вивчення персонажів і того, як вони орієнтуються у світі».
Агрегатор рецензій Rotten Tomatoes повідомив про рейтинг схвалення 83% із середнім рейтингом 6,90/10 на основі 12 відгуків критиків. 